# Marina Voica
Marina Voica (născută Marina Alexandrovna Nicolskaia; n. 3 septembrie 1936, Ivanovo, RSFS Rusă, URSS) este una dintre cele mai importante și îndrăgite soliste de muzică ușoară / pop din România.
Vedeta face parte din generația de aur a muzicii pop-soul  românești, fiind și o stea a emisiunilor de divertisment profesionist.    
Artist complex, cantautoarea Marina Voica are o carieră artistică impresionantă, de peste cinci decenii. Din palmaresul său se pot aminti: 
1) - cele cca. 850 de melodii înregistrate și  lansate pe o serie de 27 discuri, 3 casete, 6 CD-uri și la radio, tv, cântate în turnee în țară și în străinătate,  
2) - nenumărate și neuitate apariții tv, programe de divertisment și varietăți, revelioane, călătorii muzicale,  
3) - premii la concursuri naționale și internaționale, un lung șir de premii de excelență din partea mai multor posturi de televiziune, radiouri, case de discuri și a unor importante reviste și publicații din România și din străinătate.   
4) - 9 stagiunii jucate la Teatru de revistă Constantin Tănase, actriță de film, cu un rol principal în filmul Țărmul n-are sfârșit, în regia lui Mircea Săucan.   
5) - apariții în peste 300 de emisiuni tv  
6) - mentorat artistic-muzical - a ajutat tineri talentați să promoveze.

## Biografie
Marina Voica a fost îndrăgostită de muzică încă din copilărie, în anii studenției fiind prezentă pe scenă ca interpretă la numeroase evenimente artistice. În alegerea repertoriului și a prestației artistice a fost influențată de Lolita Torres. Pe plan profesional a trebuit să aleagă între muzică, gimnastică și economie. După anii petrecuți pe băncile facultății, a absolvit Facultatea de Finanțe și Credit de la Moscova, unde a făcut cunoștință cu un român, Marcel Voica, cu care s-a căsătorit. După terminarea facultății s-a stabilit definitiv în România și a fost angajată la ADAS.   
Pe plan muzical,  Marina Voica a atins consacrarea  imediat după lansarea sa în emisiunea „Tinere talente” a lui Valeriu Lazarov de la TVR, cu piesa „Pe aripa vântului” lansată în 1960. De atunci Marina Voica a devenit foarte îndrăgită, ajungând una dintre cele mai iubite soliste, o adevărată stea în muzica ușoară românească și europeană.   
De-a lungul carierei a abordat un repertoriu muzical extrem de divers, evoluând de la piese antrenante cu tentă disco-pop până la piese de linie soul, piese de largă amplitudine vocală, lansând melodii devenite șlagăre celebre dar și piese de factură latino-americană, samba, cumbia, merequetengue etc.   
Încă de la lansare, Marina Voica a atras atenția celor mai importanți compozitori, care i-au încredințat spre interpretare inspirate melodii pe care artista, cu un farmec aparte, le-a transformat în adevărate hituri ale generațiilor care au urmat din anii ’60 și până astăzi.  
Muziciana Marina Voica are o voce inimitabilă, cu un timbru extrem de cristalin, delicat și plăcut.  
Artista este și autoare de versuri, scriind texte mai cu seamă pentru compozițiile proprii. 
De reținut că Marina Voica este printre puținele soliste autohtone cu accentuată personalitate și cu un temperament artistic aparte, care s-a impus nu doar pe scenă, în concursuri și festivaluri de muzică pop, ci și în cele mai importante topuri și clasamente de specialitate.  Ca atare, Marina Voica a dominat valoric în toate topurile muzicale românești de muzică pop ale anilor ’60,’70, ’80 și chiar ’90.  

## Cariera
Marina Voica  a figurat în paginile faimoasei reviste de top-uri muzicale  americane Billboard, primind Diploma Star of the Year - Music Week, în 1974. 
A participat la mai multe ediții  ale festivalului-concurs Șlagăre în devenire, în cadrul căruia a lansat șlagărul lui Marcel Dragomir „Ce vrei tu, mare albastră?”.  La festivalul Mamaia a fost premiată în 1973 pentru piesa „Încrederea”, compusă  de Ion Cristinoiu și în 1975 pentru piesa „La malul mării”, de Temistocle Popa.
Între 7-12 iulie 1972, Marina Voica a participat la ediția a 14-a a Festivalului Internațional al Cântecului de la Knokke (Belgia) - Cupa Europei. Din echipa României au mai făcut parte Dida Drăgan și Anda Călugăreanu, iar din juriul internațional al festivalului a făcut parte și compozitorul Vasile Veselovski.
În 1983, Marina Voica a câștigat Marele Trofeu al festivalului de muzică ușoară Mamaia cu piesa compusă de Marius Țeicu, intitulată „Să cântăm azi omenirii”, iar la ediția Mamaia ’84 a lansat piesa „Ore” de Ionel Tudor.
Marina Voica a susținut recitaluri și a efectuat turnee în Germania, Italia, Franța, SUA, Belgia, Polonia, Israel, Canada, Spania, Cehoslovacia, Cuba, Rusia, Republica Moldova, Turcia, Bulgaria etc.
În cariera reputatei artiste au existat și numeroase obstacole și piedici. În 1980, Marina Voica împreună cu soțul ei de atunci, medicul Viorel Teodorescu, a decis să părăsească țara, având intenția de a se stabili în Germania. După doar un an de zile petrecut în Germania, intervenind îmbolnăvirea gravă a soțului ei și, apoi, decesul acestuia, Marina Voica a revenit în România. Autoritățile politice ale vremii nu i-au iertat însă îndrăzneala de a pleca din țară și, cu toate tentativele de a reveni în prim planul vieții artistice și muzicale românești, Marina Voica a avut de suportat un nedrept boicot politico-ideologic, care s-a manifestat sub forma interdicției de a mai apărea în emisiuni de televiziune și de a mai fi difuzată la radio, lucru cu care artista se mai întâlnise pe perioade scurte, având de suferit  pe fondul tensiunilor și disputelor politice româno-ruse din anii ’60. Dar în 1983, când Televiziunea Română transmitea în direct festivalul de la Mamaia, aflându-se că Marina Voica a cucerit Marele Trofeu, radio și televiziunea au decis ca evoluția artistei să fie cenzurată și netransmisă pe post, astfel încât publicul telespectator să nu afle cine obținuse laurii concursului. De întâmpinat o situație similară  a avut parte Marina Voica și la radio. 
Doar scrisorile fanilor ei și insistențele lor repetate au făcut ca unii redactori ceva mai curajoși (Lucia Popescu Moraru) de la Radio România să mai difuzeze, din când în când, dar, oricum, foarte rar, șlagărele Marinei Voica. Solista s-a confruntat nu doar cu interdicția ca atare, dar și cu faptul că unii compozitori au ezitat să-i mai  ofere piese, atâta timp cât acestea, oricum, nu puteau ajunge pe filiera mass-media la iubitorii genului muzicii pop. 
Practic, între 1981-1990, Marina Voica a trebuit să se mulțumească cu aparițiile sporadice pe plan concertistic. Din acest motiv ea a dispărut din actualitatea muzicală vreme de aproape un deceniu, după 1990 fiind pusă în ingrata condiție de a nu fi cunoscută de noile generați, care nu erau născute în anii ’60 și ’70. Consecința a fost că  multe din cântecele pe care le lansase, totuși, în deceniul 8 al secolului trecut să rămână în anonimat și să nu mai fie recuperate și redescoperite corespunzător niciodată în cultura muzicală și nici în voga hit-urilor românești.  
Compozitori ca George Grigoriu, Victor Arsene, Dan Dimitriu, Dan Stoian, Marcel Dragomir, Ion Cristinoiu, Ionel Tudor și Marius Țeicu au continuat să-i propună piese, chiar dacă cu o oarecare rezerve, știind că acestea nu vor putea fi difuzate pe post din cauza cenzurii. Dealtminteri și Electrecordul i-a editat în anii ’80 albumul Să nu-mi vorbești de iubire + casetă audio cu același titlu și alte 2 piese pe discul celor „trei Marine”, din 1987, Marina Voica, Marina Florea, Marina Scupra.  
După 1990 i-au fost editate, la diferite case de discuri, LP-uri și CD-uri, Marina Voica, Cântece vechi, cântece noi, Într-un colț de cafenea (Și afară plouă, plouă), albume ce reunesc mai cu seamă compozițiile proprii ale artistei. Iar în 2019 este încă apreciată și apare la „Vorbește lumea”.
Relația cu compozitorii
Marina Voica a fost agreată de majoritatea marilor compozitori. A cântat piesele lor și a avut cele mai fertile colaborări cu Radu Șerban, Marius Țeicu, Ion Cristinoiu, George Grigoriu, Marcel Dragomir, Camelia Dăscălescu, Gabriel Mărgărint, Temistocle Popa, Vasile V. Vasilache, Bujor Rișcuția, Vasile Veselovschi, Laurențiu Profeta, Dan Dimitriu, Petre Mihăescu, Victor Arsene, Horia Moculescu, Dan Stoian, Ileana Toader, Andrei Proșteanu, Remus Teodorescu, Cornel Fugaru, Gherase Dendrino, Aurel Giroveanu, Paul Urmuzescu, Mihai Constantinescu,  Ionel Tudor s.a.

## Discografie
- Pentru-a nu știu câta oară, Nopți, La Țărmul iubirii (compozitor Vasile Veselovschi),
- Joc de taină, Pentru ce, Învățați-mă să râd (compozitor Gabriel Mărgărint)
- A fost odată ca niciodată (compozitor Petre Mihăescu)
- La malul mării (compozitor Temistocle Popa),
- Dacă nu te-ntâlneam (compozitor Andrei Proșteanu)
- Prieten drag, Balada - duet cu Margareta Păslaru (compozitor Radu Șerban)
- Pentru voi îndrăgostiții lumii, Trebuia să vii, Pasărea albă,  Într-o zi cu soare, E frumos, e atât de frumos, În luna florilor (compozitor Camelia Dăscălescu),
- I-am spus inimii să cânte, Fetele cu ochi albaștri (compozitor George Grigoriu),
- Clipe de viață, Albă ca Zăpadă și cei șapte pitici, O romantică fată,  Dincolo de nori, Soarele apare iar, Dacă eu, dacă tu, dacă noi, Da, da, da (compozitor Marius Țeicu)
- Aș vrea să fiu, Hei, voi nopților (compozitor Vasile V. Vasilache)
- Frumoasele amintiri Margareta Pâslaru și Marina Voica la primul duplex București - Belgrad - regia Alexandru Bocăneț
- Încrederea, Of de dragoste, Uneori, îmi pare rău (compozitor Ion Cristinoiu)
- Vacanță albă neuitată, Greu de ghicit, Orice iubire, Uneori, îmi pare rău, Dacă priviți,  Ce vrei tu mare albastră, Rămân cu tine (compozitor Marcel Dragomir)
- Dor (compozitor Horia Moculescu),
- Dacă vei veni înapoi la mine, Despre vorbe, Tu vei rămâne tu (compozitor Dan Dimitriu)
- Să nu-mi vorbești de iubire, Gargarita (compozitor Laurențiu Profeta)
- Un singur da, un singur nu, Ore (compozitor Ionel Tudor)
- Tinerețe, nu pleca (compozitor Remus Teodorescu),
- Dacă inima mea ar putea să vorbească, Romanța dragostei (compozitor Aurel Giroveanu),
- Om lângă om, O pânză-n depărtare, Un tren într-o gară  (compozitor Paul Urmuzescu)
- Cântec suav (compozitor Dan Stoian)
- Din oaza de soare duet cu Cornel Fugaru ( compoziție Cornel Fugaru)
- Dor călător,  Cântecul meu,  Și afară plouă, plouă, Acordeonul, Uită-te în ochii mei, Gelozie, Doar focul,   Apartament 23, Bucureștiul e micul Paris, Lacrimi de fericire, (compoziții proprii)
- Cifre, cifre (compoziție proprie), interpret Laurențiu Duță
- Frunze-n vânt (compozitor Victor Arsene),
- Chem în noapte visul,(Laurențiu Cazan)
- Să nu ne despărțim (compozitor Gherase Dendrino)
- Frumoasă fată (compozititor Ileana Toader)
- Sanie cu zurgălai (compozitor Richard Stein)
- Ce cuvânt (compozitor Mihai Constantinescu)
- De ce ai plecat (compozitor Bujor Rișcuția)

Cele mai de succes cover-uri realizate de Marina Voica
- Vivat veselia
- Turlai
- Vino, vino seniorina
- Calul Troian
- Tico Tico
- Strunelor, voi strunelor
- Ce-ai de zis
- Trei panglici albe
- La Cumbia
- Ce mai faci tu
- Singură iar
- Merequetengue
- Dragoste bine ai venit
- Bomboleo
- Oameni buni, vă rog
- Iute, iute,
- Samba tengi ter pandeiro
- Cosita Linda
- Omul nostalgic
- No me digas adios
- Știu cum ești tu- duet cu Cornel Constantiniu
- Milonga
- La bamba
- Un, dos, tres
- Common people
- Patru flăcăi si-o armonică
- La tărmul iubirii
- Omul melancolic
- Baila negra

Cu ocazia Zilei regalității, în anul 2013, în cadrul unei ceremonii ce a avut loc la Castelul Peleș , Marina Voica a primit din partea Casei Regale a României Ordinul Coroana României în grad de Cavaler. Decorația a fost înmânată de Alteța Sa Regală principesa Moștenitoare Margareta a României.
Marina Voica aparține generației de aur a muzicii ușoare românești alături de Margareta Pâslaru, Aurelian Andreescu, Dida Drăgan, Dan Spătaru, Corina Chiriac.